# 2008 en Bulgarie
Chronologie de la Bulgarie
- 2004
- 2005
- 2006
- 2007
- 2008
- 2009
- 2010
- 2011
- 2012

Cet article présente les faits marquants de l'année 2008 en Bulgarie.

## Évènements
- 13 février : la commission d'enquête chargée d'éclairer le passé communiste du pays révèle que 107 ministres qui ont appartenu aux gouvernements depuis la fin de la dictature communiste, dont l'ancien premier ministre Jan Videnov, ont été d'anciens agents de l'ex-police secrète. Plusieurs ministres du gouvernement socialiste actuel[précision nécessaire] en font partie.
- 5 avril : le directeur de la compagnie énergétique Atomenergoremont, Boris Georgiev, est assassiné.
- 6 avril : Georgi Stoev, un journaliste, chroniqueur de renom, spécialisé dans l'étude des mafias bulgares est assassiné. Le 29 mars, sur la chaîne de télévision BTV, il avait demandé la protection des autorités pour pouvoir témoigner contre l'emprise de la mafia dans les structures de l'État bulgare. Il avait alors affirmé que la protection de la mafia par de hauts responsables politiques notamment du ministère de l'Intérieur ne faisait « pas l'ombre d'un doute ».
- 8 avril : à la suite des deux derniers assassinats, la Commission européenne appelle le gouvernement bulgare à « agir d'urgence » pour assainir les hautes sphères de l'État. Plusieurs dizaines de personnes ont été assassinés ces dernières années dans des affaires de corruption et de crimes organisés. Même s'il s'agit d'un problème systémique commun à tous les anciens pays du bloc de l'Est, l'imbrication étroite entre la politique, l'argent les réseaux criminels et les structures étatiques, serait particulièrement voyante en Bulgarie.
- 13 avril : le ministre de l'Intérieur, Roumen Petkov, démissionne à la suite de l'accusation d'inefficacité dans son action contre le crime organisé après l'assassinat de deux personnalités.